# Білоцерківський консервний завод
ПАТ «Білоцерківський консервний завод» (ТМ Крят) — це одне з найбільших підприємств по виробництву консерв у Київському регіоні. Нині виробнича потужність заводу складає 25 млн банок на рік і спеціалізується на промисловій переробці овочів, фруктів і м'яса. На сьогоднішній день асортимент продукції підприємства становить 87 видів консерв, які з успіхом продаються не тільки в Україні, але й в Німеччині, США, Ізраїлі, Канаді, Греції, Прибалтиці, Вірменії, Азербайджані та Росії.

## Історія

### Заснування
У середині XIX ст. в Білій Церкві починає активно розвиватися промисловість, будуються заводи і майстерні. Одним з перших у місті заводів графом Владиславом Браницьким був побудований пивоварний завод за проектом інженера-будівельника австрійця Йосифа Штіха. У 1858 році пивоварня почала випуск продукції. Пиво заводу Браницьких славилося в Київській губернії і далеко за її межами, але у 1863 р. пивоварня була закрита через нерентабельність. Через 11 років виробництво знову відновили і зварили 86 500 відер пива. На заводі працювало 30 осіб. Виробництво було ручне. З атрибутики відомі пивні етикетки, порцелянові пробки, пляшки.

### Радянська доба
Після Жовтневої революції 1917 року, завод фактично перестав функціонувати. У народі його називали «броварня», а фактично це був засолювальний пункт, де за замовленням організацій, окремих домоволодінь і на продаж солили огірки, помідори і капусту. В 1920 році за постановою влади завод став державним підприємством і на ньому було розпочато випуск солоду та оцту. Трохи пізніше тут почали засолювати огірки, томати і капусту. На заводі з'явилися нові цехи: засольний, солодовий, варильний, механічний, бондарний. З 1928 року колишня пивоварня починає працювати як підприємство, якій дають нову назву «Укрглавкплодоовоч». Першим директором з часів реорганізації та відновлення був призначений тов. Ульянов, а головним інженером тов. Крушевський.
Перед Великою Вітчизняною війною підприємство випускало продукції більше, ніж на 1 млн.крб. Після закінчення війни підприємство було відновлено і вже в 1949 році відкривається консервно-овочевої цех, в якому, в основному, виробляються фруктові компоти і маринований перець. З цього часу завод перестає бути сезонним підприємством і переходить на цілорічну роботу з перервами для проведення ремонтних робіт. У 1950 році завод почав виробляти консервовану продукцію з овочів. У 1958 році почалося будівництво томатного цеху. З 1959 року Білоцерківський плодоовочевий комбінат переходить на цілорічний режим роботи. У 1960 році проводиться закупівля нового обладнання та модернізація вже наявного. У 1961 році реконструйований консервний цех. У 1964 році збудовано новий консервний цех. У 1965 році на заводі встановлено обладнання з виробництва консервованого зеленого горошку, який став у споживачів дуже популярним. У 1967 році прийнята в експлуатацію лінія з виробництва соків.

### Новітня доба
У 1994 році, після проведення державою економічних реформ і приватизації, підприємство було реорганізовано в Акціонерне товариство відкритого типу «Білоцерківський консервний завод». Виконуючим директором обрано Крята Анатолія Федоровича.
У 1995 році замінені закаточні машини на лінії «Зеленого горошку». У 1996 році встановлено 2 пакувальні машини, що дозволило зменшити витрати на упаковку і бої продукції при транспортуванні, поліпшило товарний вигляд продукції. У 1998 році придбано в лізинг комбайн для збирання зеленого горошку, що дозволило в 2 рази збільшити виробництво цих консервів. У 1999 році закуплена закупорочная машина і розпочато випуск продукції в банки типу «твіст-офф». У 2000–2001 роках встановлено ще три закупорювальних машини і оновлений транспортний цех.
У 2001 році зареєстрована торгова марка «Крят» (Кошик Радості Якості Традицій). Під цією торговою маркою реалізується весь асортимент продукції. У 2001 році підприємство освоїло випуск нових видів консервів: асорті «Золота осінь» і «Кавуни консервовані» за домашніми рецептами.
Нині виробнича потужність підприємства складає 25 млн умовних банок на рік і спеціалізується на промисловій переробці овочів, фруктів і м'яса. Виробництво продукції відповідає діючим стандартам та вимогам ринку, екологічно чисте і має сертифікати якості.

## Співпраця з міським центром зайнятості
Білоцерківський міськрайонний центр зайнятості протягом багатьох років співпрацює з ПАТ «Білоцерківським консервним заводом», який є одним із провідних підприємств переробки сільськогосподарської сировини в Київському регіоні. На цьому підприємстві постійно затребувані безробітні для сезонних та оплачуваних громадських робіт.
В 2009 році з ПАТ «Білоцерківський консервним заводом» був заключений договір на сезонні роботи на 100 чоловік та 2 договори на оплачувані громадські роботи на 110 чоловік, де працювали безробітні виконували підсобні роботи по сортуванню та закладенню овочів у банки.
Представники підприємства ПАТ «Білоцерківського консервного заводу» беруть активну участь в заходах, які проводить служба зайнятості, а саме: семінари для представників кадрових служб, засіданнях круглих столів, конференціях для роботодавців, ярмарках вакансій.